# Distretto di Tutong
Tutong è un distretto (daerah) del Brunei con 49.438 abitanti al 2016.
Il capoluogo è la città di Pekan Tutong. Il distretto confina a nord con il Mar Cinese meridionale, ad est con il distretto di Brunei-Muara e con la Malaysia, ad ovest con il distretto di Belait. 
Il distretto è attraversato dal fiume Sungai Tutong.
Nel distretto è compreso il più esteso lago del Brunei, il Tasek Merimbun.

## Geografia antropica

### Suddivisioni amministrative
Il distretto di Tutong è diviso in 8 Mukim, chiamati:
- Keriam
- Kiudang
- Lamunin
- Pekan Tutong
- Rambai
- Tanjong Maya
- Telisai
- Ukong